# William David Ross
William David Ross (15. april 1877 - 5. maj 1971), znan kot David Ross (W. D. Ross), je bil škotski filozof, znan po svojem delu na področju etike. Njegovo najbolj znano delo je The Right and the Good (1930). Morda je najbolj znan po tem, da je razvil pluralistično, deontološko obliko intuicionistične etike kot odgovor na konsekvencialistično obliko intuicionizma G. E. Moora. Ross je tudi kritično uredil in prevedel številna Aristotelova dela in poleg tega pisal o grški filozofiji. Njegovi dosežki vključujejo delo z Johnom Alexander Smithom pri 12-zveznem prevodu Aristotla. 

## Življenje
Rojen v mestu Thurso, na Škotskem je svojih prvih šest let preživel v mestu Travncoreu, v Indiji, kjer je njegov oče delal kot ravnatelj na enem izmed kolidžev (Maharaja). Kasneje, se Ross vrne na Škotsko, z željo po formalni izobrazbi. Srednjo šolo je obiskoval v Edinburghu, kjer je ravno tako z odliko dokončal tudi univerzo, na kateri je diplomiral iz klasične književnosti. Nato je odšel na fakulteto Balliol v Oxfordu, kjer je leta 1898 pridobil prvorazredno odliko v klasičnih moderacijah in nato leta 1900 v kombinaciji filozofije z antično zgodovino. Svojo prvo službo je opravljal kot predavatelj na kolidžu Oriel v Oxfordu, hkrati pa je bil izvoljen za prejem štipendije na Merton College, kjer slednjega tudi po dveh letih opusti, ko se ponovno vrne na kolidž Oriel, kjer je poučeval filozofijo vse do leta 1929.
Ross se je pridružil vojski leta 1915 in bil pomočnik sekretarja na ministrstvu za strelivo s činom majorja do konec prve svetovne vojne. Po vojni je ostal v državni službi s krajšim delovnim časom in bil leta 1938 za svoja prizadevanja imenovan za viteza najodličnejšega reda britanskega imperija. Od leta 1923 do 1928 je bil Whiteov igralski profesor moralne filozofije, medtem ko je bil John Alexander Stewart bolan. Ko se je mesto izpraznilo leta 1927, je Ross zavrnil kandidaturo, ker je menil, da je H. A. Prichard boljši moralni filozof in ker je rekel, da bi raje "delal na metafiziki, starodavni in moderni" (Clark 1971, 534). Dve leti pozneje, leta 1929, je postal direktor Oriel Collegea, to je bil tudi položaj, ki ga je opravljal do svoje upokojitve leta 1947. Leta 1927 je bil izvoljen za člana Britanske akademije, katere predsednik je bil od 1936 do 1940. V tem času je bil igral vlogo pri pomoči tujim znanstvenikom, ki so bežali iz manj liberalnega ozračja v Evropi. Med drugo veliko vojno je ponovno odigral pomembno vlogo v javni službi, saj je služil na pritožbenem sodišču za ugovore vesti (1940-41) in v Državnem arbitražnem sodišču (1941-1952). Od 1941 do 1944 je bil podravnatelj Oxforda. Po vojni je leta 1947 postal predsednik Mednarodne akademske zveze in predsednik Kraljeve komisije za tisk do leta 1949. Ob upokojitvi je Ross nadaljeval svoje delo v filozofiji. Umrl je v Oxfordu 25. maja 1971. Spominjajo se ga na grobu njegovih staršev na pokopališču Grange v Edinburghu. 

## Pomen
Rossovi prispevki na različnih upravnih položajih in v javni službi so bili zelo pomembni. Toda njegovo delo v filozofiji je tisto, kar je osnova njegovega ugleda. Veliko je prispeval k prevajanju in razlagi Aristotela ter k moralni filozofiji. V času svojega življenja je Ross veljal za eno najpomembnejših osebnosti v Aristotelovih študijah (Wiggins 2004). Bil je glavni urednik prevodne serije Oxford Aristotel, najprej z J. A. Smithom in nato sam, k tej seriji pa je prispeval prevode Aristotelove Metafizike in njegove Nikomahove etike. Ross je uredil številna Aristotelova dela v grščini za serijo Oxford Classical Texts, vključno z Retoriko, Fiziko in Politiko, izdal pa je tudi izdaje Metafizike, Fizike in Analitike z dolgimi uvodi in podrobnimi komentarji. Na podlagi tega dela je napisal dve celovečerni knjigi, Aristotel in Platonova teorija idej (1951). Na področju etike je Ross napisal le majhno število člankov. Njegove knjige Pravica in dobro ter Temelji etike so njegova najpomembnejša dela na tem področju. 
Ross je pripadal skupini mislecev, imenovanih britanski intuicionisti. Njihova glavna osebnost je bil H. A. Prichard. Ross je imel velik vpliv na njegova stališča. Nanj je vplival tudi G. E. Moore. Ross je Moorov idealni utilitarizem podvrgel trajnemu napadu. Vendar je bolj sočustvoval z Moorovo metodologijo raziskovanja intuicij o dobrem in z nekaterimi Moorovimi idejami o naravi notranje vrednosti in moralne semantike. Nazadnje si ni mogel pomagati, da ne bi bil pod vplivom Aristotelovega obravnavanja etičnih vprašanj. Posebej ga je navdušila Aristotelova metodologija.

## Družina
Imel je mlajšega brata po imenu Rev Donald George Ross (1879-1943). Leta 1906 je poročil Edith Ogen s katero sta imela štiri hčerke; Margaret, Eleanor, Rosalind in Katharine. Njegova žena Edith pa je umrla leta 1953. Bil je bratranec znanega škotskega odvetnika, Arthura Berriedalea Keitha. 

## Rossova etična teorija
Rossova etična teorija, splošno znana kot teorija prima facie dolžnosti, je deontologija (predpisi, ki urejajo dolžnosti določenega stanu, poklica: pravna, zdravniška deontologija) s tremi ključnimi elementi ali osnovnimi načeli: etični ne-naturalizem, etični intuicionizem in etični pluralizem.

### Etični nenaturalizem
Nanaša se na meta etično stališče (prvotno zagovarja Moore v delu Principia Ethica). Moralne lastnosti, kot je dobrota so preproste, nenaravne lastnosti določenih dejanj ali predmetov in niso niti enakovredne, reducirane niti opredeljive v smislu neke druge naravne, empirične lastnosti (kot je »užitek«). Po Mooreju je vsak poskus opredelitve »dobrega« v smislu naravne lastnosti primer napake kategorije, ki jo je poimenoval naturalistična zmota. V primeru Rossove etične teorije se nenaturalizem ne nanaša le na to trditev o edinstvenosti dobrote in drugih moralnih lastnosti, temveč vključuje tudi dve drugi metaetični trditvi (značilni za moralni realizem):
1. Moralne izjave so trditve in so bodisi resnične ali napačne, neodvisno od človeškega mnenja ali prepričanja.
2. Moralne trditve so resnične, če natančno opisujejo ali ustrezajo dejanskemu stanju, in so napačne, če ne.

### Etični intuicionizem
Intuicionizem je filozofska smer, po kateri je intuicija glavni vir spoznanja- brez logičnega sklepanja ali sistematičnega razmišljanja. Trdi se, da je takšne resnice mogoče spoznati neposredno bodisi z »moralnim čutom« (empiristični pogled) ali s pomočjo neempiričnega a priori znanja (racionalistični pogled).  Ross uporablja izraz intuicija tudi za nekaj podobnega kot »začetni intelektualni videz«, vendar je v njegovi uporabi intuicija veliko več kot zgolj slutnja, saj običajno povzroči visoko stopnjo prepričanja, pravzaprav v vrsti samozavestnega znanja. ki ga izraža besedna zveza »moralna gotovost« v izvirnem aristotelovskem in sodobnem pravnem pomenu. »intuicija« v Rossovem pomenu je preprosto sredstvo, s katerim razumemo in poznamo moralne resnice. Začne se lahko le kot začetni vtis ali »občutek«, ki se nato lahko okrepi in potrdi z nadaljnjim premislekom in razmišljanjem. Po Rossovem mnenju se nam nekatere moralne trditve, kot je trditev, da moramo izpolnjevati obljube ali spodbujati dobro drugih, zdijo »samoumevne«: V tem globokem pomenu izraza Ross in drugi racionalistični intuicionisti menijo, da je »intuicija« način spoznanja, ki je enak ali boljši od diskurzivnega (ki se opira na razumsko, logično razčlenjevanje) argumenta.

## Prima facie dolžnosti
Ross verjame, da je mogoče intuitivno prepoznati osnovne vrednote. Ross je metaetični realist. Za Rossa je morala tisto, kar bi moral človek storiti. V nasprotju z Georgeem Edwardom Moorom zagovarja deontološko etiko. Kot osnovo za razpravo o moralnih vprašanjih je sestavil seznam prima facie dolžnosti, o katerem se je v recepciji veliko razpravljalo[1].

  1. dolžnosti, ki temeljijo na predhodnem dejanju, ki ga je opravil sam:
      (a) zvestoba pogodbi in obljubi
      b) dolžnost resnicoljubnosti
      c) Obveznost povrnitve škode

  2. dolžnosti, ki temeljijo na predhodnem dejanju, ki ga je opravil nekdo drug:
      (d) dolžnosti hvaležnosti

  3. dolžnost (distributivne) pravičnosti (= porazdelitev užitka in sreče v skladu z zaslugami)
  4. dolžnosti dobrohotnosti in koristoljubnosti (to sta maksimizacijski dolžnosti utilitaristov, vendar sta zdaj v sistemu omejeni z drugimi dolžnostmi)
  5. dolžnost samopopolnjevanja
  6. dolžnost ne škodovati drugim.

Za Rossa so te dolžnosti samoumevni in zato resnični standardi.Ross svojega seznama ne šteje za popolnega ali dokončnega, vendar nikakor ni samovoljen. Vsaka od njegovih točk temelji na okoliščinah, katerih moralnega pomena ni mogoče izpodbijati.V tem kontekstu je zgodovinsko razvita moralna praksa zelo pomembna:

  "Celota moralnih prepričanj najboljših je kumulativni rezultat razmišljanja mnogih generacij, ki so razvile izredno tankočuten občutek za moralna razlikovanja, in teoretik si ne more privoščiti, da bi jih obravnaval drugače kot z največjim spoštovanjem."[4]

V nasprotju z Immanuelom Kantom, ki ima samo eno najvišje načelo v obliki kategoričnega imperativa, Ross meni, da so moralna načela pluralistična. Zato je treba moralne konflikte reševati z ustreznim pravilom. V ta namen je Ross določil dve načeli:[5]

  Vedno ravnajte v skladu z močnejšo prima facie dolžnostjo.
  Vedno ravnajte v skladu z največjo prima facie pravilnostjo in največjo prima facie nepravilnostjo.

## Rossova kritika proti idealnemu utilitarizmu in Kantovi moralni teoriji
Rossov očitek Kantovi moralni teoriji je, da vsak na drugačen način "preveč poenostavlja moralno življenje". Tako Kant kot idealni utilitaristi ne uspejo ujeti nekega pomembnega elementa »glavnih moralnih prepričanj navadnega človeka«. Ross trdi, da Kant na več različnih načinov preveč poenostavlja moralno življenje. Izpostavi, da Kant napačno misli, da je o pravilnosti ali napačnosti posameznega dejanja mogoče z gotovostjo sklepati iz njegovega skladanja ali nakladanja s pravilom, ki bi ga bilo mogoče poenotiti. Kant je napačno mislil, da obstaja samo en motiv, ki ima vrednost in da je moralno življenje tekmovanje med enim vrednim elementom- dobra volja, in množico drugih, ki je nimajo. Gre za boj med množico želja, ki imajo različne stopnje vrednosti. Kant tudi napačno trdi, da imajo moralna pravila absolutno avtoriteto, ki ne priznava nobene izjeme. Ross krivi idealni utilitarizem za številna izkrivljanja zdravorazumskega razmišljanja. Napačno domneva, da obstaja splošen značaj, ki pravi, da so prava dejanja pravilna, in tako maksimiranje množine intrinzičnih dobrin (intizična dobrina=dobro zaradi sebe). Zaradi predpostavke, da obstaja samo ena stvar, za katero bi morali upoštevati vse stvari, pači naše razumevanje moralnega razmišljanja. 

## The right and the good
To je eno od najpomembnejših Rossovih del. Knjiga predstavlja edinstveno in prepričljivo obliko deontologije, po kateri obstaja množica moralnih zahtev in notranjih dobrin. Ni enega osnovnega oz. glavnega načela, ki bi pojasnilo, zakaj so določene stvari, za katere menimo, da so napačne/prave, tudi v resnici napačne/prave. Namesto tega obstajajo številne osnovne moralne zahteve, ki jih ni mogoče zmanjšati na temeljno načelo. Na te se zanašamo pri sprejemanju odločitev. Nobenega bistvenega dobrega/zla ni, ki bi pojasnilo, zakaj so določene stvari, za katere menimo, da so dobre/zle, v resnici dobre/zle. Namesto tega obstajajo številne dobrine, ki jih ni mogoče zmanjšati na kakšno bolj temeljno dobro. 

## Kritika in vpliv
Ena od najpogostejših kritik njegov teorije je, da je nesistematična in ne daje jasnih etičnih odgovorov. Še ena je, da moralne intuicije niso zanesljiva osnova za etiko, ker so zmotljive in se razlikujejo od posameznika. Rossov sodobni pomen v etiki temelji na dejstvu, da izpostavi eno najbolj verjetnih oblik deontologije. Orisuje pogled, ki se poskuša izogniti domnevnim pomanjkljivostim utilitarizma (filozofski nazor, po katerem je osnova in merilo človekovega delovanja, moralnega vrednotenja korist). Ross se zanaša na idejo, da so v jedru etike določene samoumevne propozicije, ki jih uresničijo moralna dejstva in jih je mogoče odkriti z razmišljanjem o tem, kaj mislimo o moralnih in aksioloških vprašanjih. Tistim, ki so nezadovoljni s standardnim modelom za opravljanje moralne filozofije, a jih hkrati privlači ideja, da bi morale etične teorije zajeti glavne elemente zdravorazumske morale, je dobro, da si ogledajo Rossov edinstven prispevek. Rossov deontološki pluralizem je bil prava inovacija, ki je zagotovila verodostojno alternativo Kantovi deontologiji. Njegov etični intuicionizem je med sodobniki našel malo privržencev, vendar je ob koncu 20. in v začetku 21. stoletja ponovno oživel. 

## Pomembnejša dela
- 1908: Nicomachean Ethics. Translated by W. D. Ross. Oxford: Clarendon Press.
- 1923: Aristotle (At Internet Archive)
- 1924: Aristotle's Metaphysics
- 1927: 'The Basis of Objective     Judgments in Ethics'. International     Journal of Ethics, 37:113–127.
- 1930: The Right and the Good
- 1936: Aristotle's Physics
- 1939: Foundations of Ethics
- 1949: Aristotle's Prior and Posterior Analytics
- 1951: Plato's Theory of Ideas
- 1954: Kant's Ethical Theory